# Sophie Wilde
Sophie Wilde (5 de julio de 1997) es una actriz australiana. Es conocida por sus papeles en la serie Stan Eden (2021), la serie de la BBC You Don't Know Me (2021) y el drama de época de ITV Tom Jones (2023). Sus películas incluyen Talk to Me (2022) y The Portable Door (2023). Fue nombrada estrella en ascenso de 2020 por Casting Guild of Australia (CGA).

## Primeros años
Sophie Wilde nació de madre marfileña y padre australiano. Tiene un hermano menor y creció en Enmore, un suburbio del Inner West de Sydney.
Cuando era niña, los abuelos de Wilde la llevaban a "espectáculos de teatro, ópera y musicales al azar". Desde los cinco años tomó clases de teatro en el Instituto Nacional de Arte Dramático (NIDA) y en el Teatro Australiano para Jóvenes (ATYP). Asistió a Newtown High School of the Performing Arts para la escuela secundaria y luego regresó a NIDA, donde se graduó en 2019 con una Licenciatura en Bellas Artes en Actuación.

## Carrera
En 2021, Wilde hizo su debut televisivo como Scout en la serie dramática de Stan Eden. Wilde dijo que era la "primera audición en la que tenía la certeza de que era el papel correcto". Más tarde ese año, interpretó a Kyra junto a Samuel Adewunmi en la serie de tres partes de la BBC You Don't Know Me. Para prepararse para el papel, Wilde practicó su acento inglés mirando y escuchando a actrices británicas como Michaela Coel.
Wilde hizo su debut cinematográfico en la película de terror Talk to Me, que se proyectó en el Festival de Cine de Adelaida de 2022 y en el Festival de Cine de Sundance de 2023. En 2023, Wilde interpretó a Sophie Western en el drama de época de ITV Tom Jones junto a Solly McLeod y Hannah Waddingham, y en la película de fantasía The Portable Door con Christoph Waltz.
En agosto de 2022, Wilde fue elegida como la protagonista Mia Polanci en la serie de Netflix Everything Now. Tiene un papel próximo en otra serie de Netflix , Boy Swallows Universe.

## Filmografía

### Películas
| Año  | Título            | Papel            | Notas        |
| ---- | ----------------- | ---------------- | ------------ |
| 2018 | Bird              |                  | Cortometraje |
| 2022 | Háblame           | Mia              |              |
| 2023 | The Portable Door | Sophie Pettingel |              |

### Televisión
| Año  | Título                | Papel          | Notas        |
| ---- | --------------------- | -------------- | ------------ |
| 2021 | Eden                  | Scout          | Protagonista |
| 2021 | You Don't Know Me     | Kyra           | Protagonista |
| 2023 | Tom Jones             | Sophia Western | Miniserie    |
| 2023 | Boy Swallows Universe | Caitlyn Spies  |              |
| 2023 | Todo ya               | Mia Polanco    |              |

### Teatro
| Año  | Título | Papel   | Notas            |
| ---- | ------ | ------- | ---------------- |
| 2020 | Hamlet | Ophelia | Bell Shakespeare |